# دریاچه سرگوزرو
دریاچه سرگوزرو (انگلیسی: Lake Segozero) یک دریاچه در جمهوری کارلیای کشور روسیه است.